# Walterboro
Walterboro è una città degli Stati Uniti d'America, situata nella Contea di Colleton nello Stato della Carolina del Sud.